# Дараселия, Михаил Константинович
Михаил Константинович Дараселия — советский хозяйственный, государственный и политический деятель, доктор геолого-минералогических наук, профессор, член-корреспондент АН Грузинской ССР.

## Биография
Родился в 1902 году в Зугдиди, беспартийный.
С 1921 года — на хозяйственной, общественной и политической работе. В 1921—1991 гг. — помощник шофёра автобазы, студент, заведующий геосетью по культуре чая, директор опытной станции, руководитель экспедиции по обследованию почв чайных районов Грузии, руководитель отдела агропочвоведения Всесоюзного научно-исследовательского института чая и субтропических культур в Тбилиси, академик-секретарь Отделения сельского хозяйства Академии наук Грузинской ССР.
За научный труд «Краснозёмные и подзолистые Грузии и их использование под тропические культуры» был удостоен Сталинской премии 3-й степени в области науки 1951 года.
Награждён орденами Ленина, «Знак Почёта» и двумя другими орденами.
Избирался депутатом Верховного Совета СССР 7-го и 8-го созывов.
Умер в Тбилиси в 1997 году.